# Kormányfő
A kormányfő gyűjtőfogalom egy adott állam központi közigazgatási szerve, a kormány vezetőjének megjelölésére.
A legtöbb országban a kormányfő elnevezése a miniszterelnök, de lehet a minisztertanács elnöke vagy szövetségi kancellár is. Előfordulhat erős elnöki rendszerben (például Amerikai Egyesült Államok), hogy a köztársasági elnök egyben a kormány, a végrehajtó hatalom vezetője is.

## Kormányfői tisztségek
Az ismertebb kormányfői címek a következők: 
- miniszterelnök: többek között Magyarország kormányfőjének címe 1848-tól 1949-ig, 1867-től 1919 márciusáig, 1919 augusztusától 1944-ig, 1945-től 1949-ig, valamint 1990-től napjainkig. A szót a német ministerpräsident kifejezésből vette át a magyar nyelv tükörfordítással. Habár a szó angolra fordítva minister-president lenne, a miniszterelnök szó angol megfelelője a prime minister vagy premier. Előbbi magyarul legfőbb/első számú minisztert, utóbbi pedig egyszerűen elsőt vagy legfontosabbat jelent. Miniszterelnök áll a kormány élén még többek között Oroszországban, Szlovákiában, Kínában, Bajorországban (autonóm terület Németországon belül) és az Egyesült Királyságban.
- a Minisztertanács elnöke: ez volt a kormányfő címe a legtöbb szocialista államban, Magyarországon 1949 és 1990 között volt hivatalos. De például Lengyelországban 1921 óta ez a kormányfő tisztsége
- a Forradalmi Kormányzótanács elnöke: a magyar kormányfő tisztsége a Magyarországi Tanácsköztársaság idején
- szövetségi kancellár: Németország és Ausztria kormányfőjének tisztsége
- a Kormány elnöke: többek között Csehország és Szerbia kormányfőjének címe
- államminiszter: például Monaco kormányfőjének címe
- első miniszter: például Skócia kormányfőjének tisztsége
- főminiszter: például Hongkong kormányfőjének tisztsége
- államtanácsos: Mianmar kormányfőjének tisztsége

Léteznek olyan államberendezkedések, amelyekben a kormányfő és az államfő személye egy és ugyanaz, ilyen az Amerikai Egyesült Államok, Franciaország és Mexikó. Ezekben az országokban a kormányfő-államfő tisztsége egyszerűen elnök. Magyarországon is volt olyan időszak, amikor egyetlen személy látta el az államfői és kormányfői feladatokat egyszerre: Szálasi Ferenc 1944–1945-ben nemzetvezetői minőségben állt az állam és a kormány élén.
A történelem során nagyon sokrétű államberendezkedések alakultak ki és szűntek meg. A középkori és újkori Európában például az uralkodók szinte kivétel nélkül államfők és kormányfők voltak egy személyben, habár az akkori királyi tanácsok még nem összeegyeztethetőek a mai értelemben vett kabinetekkel. 
A Távol-Keleten azonban már nagyon korán kialakult a hatalmi ágak részleges szétválasztása, Csoszonban, a mai Észak- és Dél-Korea egyik elődállamában például a főminiszter (jongidzsong) állt a mai értelemben is bátran kormánynak nevezhető Állami Tanács élén. A tanácsban egyébként maga a király elnökölt, de a kormány vezetője a mindenkori főminiszter volt. A csoszoni példa a kínai Ming Birodalom mintáján alapult, ahol szintén főminiszter állt a császár elnökletével működő, nagy önállósággal rendelkező minisztertanács élén. Szintén koreai állam volt Silla, ahol már mintegy 1500 évvel ezelőtt a királytól szinte teljesen függetlenül működött az Urak Tanácsa, melynek élén a tanácselnök állt. Itt a királytól teljesen függetlenül működött a részben a mai országgyűlések szerepköreit is ellátó kormány, amelyben még szavazati joga sem volt az uralkodónak, és ez nagyban korlátozta az önkényuralmat. A királyi tanács, amely a törvények többségét hozta, az Urak Tanácsától elkülönülve működött.